# Kassoum Mamane Moctar
Kassoum Maman(e) Moctar (* 16. Oktober 1978 in Maradi) ist ein nigrischer Politiker.

## Leben
Kassoum Mamane Moctar besuchte eine Medersa in Maradi und eine Schule vom Typ Franco-Arabe in Zinder. Am Institut der Islamischen Weltliga in Niamey machte er sein Baccalauréat. Moctar studierte an der Hochschule Agitel-Formation in Abidjan Kommunikation mit Schwerpunkt auf nachhaltige Entwicklung. Dieses Studium schloss er 2007 mit dem Titel mastère spécialisé (MS) ab. Er absolvierte außerdem Ausbildungen in Informationssystem-Management und Competitive Intelligence, Personalmanagement sowie physiologischer und geometrischer Optik. 2007 wurde Moctar Projektleiter im nigrischen Wirtschafts-, Sozial- und Kulturrat.
Staatspräsident Mamadou Tandja von der Partei MNSD-Nassara berief ihn am 11. Oktober 2009 als Kommunikationsminister und Regierungssprecher in die neu gebildete Regierung von Premierminister Ali Badjo Gamatié. In diesen Ämtern folgte Moctar Mohamed Ben Omar nach, der Ende September 2009 zurückgetreten war, um bei den Parlamentswahlen am 20. Oktober 2009 als Kandidat der Partei RDP-Jama’a anzutreten. Staatspräsident Tandja hatte sich nach Ausschaltung der Nationalversammlung und des Verfassungsgerichtshofs sowie durch das Verfassungsreferendum am 4. August 2009 eine dritte Amtszeit und erweiterte Befugnisse verschafft. Moctar galt als vehementer Unterstützer dieser von Opposition kritisierten Vorgänge. Am 18. Februar 2010 wurden der umstrittene Staatspräsident und seine Regierung im Zuge eines Staatsstreichs unter der Führung von Salou Djibo abgesetzt. Moctar gehörte zu jenen 17 Persönlichkeiten aus dem nahen Umfeld Tandjas, die wegen Gefährdung der Staatssicherheit vorübergehend polizeilich festgehalten wurden.
Ab 2011 war er Bürgermeister seiner Geburtsstadt Maradi, bis er 2014 zunächst ohne Angabe von Gründen seines Amtes enthoben wurde. Nach dem Vorliegen eines Berichts der Hohen Behörde für die Bekämpfung der Korruption und gleichgestellter Vergehen (HALCIA) wurde er einige Wochen nach seiner Enthebung wegen Misswirtschaft verhaftet und im Zivilgefängnis Zentrum für berufliche Wiedereingliederung Kollo festgehalten. Im Mai 2015, noch vor einer Anklageerhebung, wurde er auf gerichtliche Anordnung hin vorläufig freigelassen. Seit deren Gründungskongress im November 2015 ist Moctar Vorsitzender der Partei Kongress für die Republik (CPR-Inganci). Er ging bei den Präsidentschaftswahlen von 2016 für den Kongress für die Republik ins Rennen und wurde mit 3 % der Stimmen sechster von fünfzehn Kandidaten.
Staatspräsident Mahamadou Issoufou holte Moctar am 11. April 2016 als Minister für Staatsbesitz und Städtebau erneut in die Regierung. Am 20. Oktober 2016 wurde Moctar stattdessen Minister für Jugend und Sport. Er schied am 4. Dezember 2020 aus Mahamadou Issoufous Regierung aus. In der von Staatspräsident Mohamed Bazoum am 7. April 2021 ernannten Regierung wurde er Minister für Berufsausbildung. Bazoums Regierung wurde beim Militärputsch am 26. Juli 2023 abgesetzt. Kassoum Mamane Moctar wurde verhaftet. In der vom neuen Machthaber Abdourahamane Tiani am 9. August 2023 ernannten Regierung übernahm Elizabeth Chérif als Ministerin für Unterricht, Alphabetisierung, Berufsausbildung und Förderung der Nationalsprachen Moctars Agenden.